# Buddinge Batteri
Buddinge Batteri er et nedlagt batteri. Det ligger ikke langt fra Buddinge Rundkørsel for enden af Gustav Esmanns Allé. Batteriet indgik i Gladsaxe Kommunes del af Københavns Befæstnings nordlige front: betonbefæstningselementerne Gladsaxe Fort, Bagsværd Fort, Buddinge Batteri, Tinghøj Batteri samt en minimal del af Befæstningskanalen, som forbinder Furesø med Lyngby Sø. 
Buddinge Batteris funktion var at støtte Bagsværdfortet og Gladsaxefortet. Efter mangeårigt statligt ejerskab afhændede statens ejendomsselskab Freja i 2005 Buddinge Batteri mhp. boligbyggeri.
Da området, hvor Buddinge Batteri ligger, i årtier har været udlagt som rekreativt område i kommuneplanen, har Gladsaxe Kommune modsat sig ønsket om boligbyggeri og har sammen med Danmarks Naturfredningsforening rejst kulturhistorisk fredning efter naturbeskyttelsesloven kap. 6.

## GNSS netværk
På området står også en satellitmodtagerstation, der deltager i det Europæiske Reference GNSS Netværk som en del af Europæiske Geodætiske Reference System ETRS89. Det bliver blandt andet monitoreret af  Det Kongelige Observatorium i Belgien og andre. GNSS-antenen kan ses på toppen af den høje betonpylon. Stationen er drevet af Klimadatastyrelsen.

## Galleri
- Buddinge Batteri
- Buddinge Batteri
- Buddinge Batteri
- Buddinge Batteri
- Buddinge Batteri
- Buddinge Batteri
- Buddinge Batteri
- Buddinge Batteri
- Buddinge Batteri

## Ekstern henvisning
- http://www.dn.dk/Default.aspx?ID=2566 Arkiveret 4. marts 2016 hos  Wayback Machine

| I vest lå Vestvolden | I nord lå Garderhøj Fort, Lyngbyfortet og Fortunfortet   | I nordøst lå Taarbæk Fort, Hvidøre og Charlottenlund FortI øst lå Middelgrundsfortet, Trekroner og FlakfortetI sydøst på Amager lå Prøvestenen, Kastrup Fort, Dragør Fort og Kongelundsfortet |
| I vest lå Vestvolden | Bygherre: J.B.S. Estrup (grønt for land - blåt for vand) | I nordøst lå Taarbæk Fort, Hvidøre og Charlottenlund FortI øst lå Middelgrundsfortet, Trekroner og FlakfortetI sydøst på Amager lå Prøvestenen, Kastrup Fort, Dragør Fort og Kongelundsfortet |
| I vest lå Vestvolden | I syd lå Mosede Fort                                     | I nordøst lå Taarbæk Fort, Hvidøre og Charlottenlund FortI øst lå Middelgrundsfortet, Trekroner og FlakfortetI sydøst på Amager lå Prøvestenen, Kastrup Fort, Dragør Fort og Kongelundsfortet |

55°44′20.87″N 12°30′2.27″Ø / 55.7391306°N 12.5006306°Ø